# Reprezentacja Polski B w piłce siatkowej mężczyzn
Reprezentacja Polski B w piłce siatkowej mężczyzn – drugi męski zespół siatkarski w kraju, powoływany przez selekcjonera, w którym występować mogą wszyscy zawodnicy posiadający obywatelstwo polskie. Reprezentuje Polskę na arenie międzynarodowej we wszystkich rozgrywkach organizowanych pod egidą CEV (tj. igrzyskach europejskich i Lidze Europejskiej). Za jego funkcjonowanie odpowiedzialny jest Polski Związek Piłki Siatkowej (PZPS).

## Historia

### Historyczne mecze
- Liga Europejska:
  - Pierwszy mecz w rozgrywkach: 6 czerwca 2014, Czarnogóra – Polska (Kadra B) 3:2 (12:25, 25:21, 17:25, 26:24, 10:15), Milcz 2014
  - Pierwsze zwycięstwo: 15 czerwca 2014, Grecja – Polska (Kadra B) 1:3 (20:25, 25:21, 17:25, 21:25), Larisa 2014

- Igrzyska europejskie:
  - Pierwszy mecz w turnieju: 14 czerwca 2015, Polska (Kadra B) – Francja 3:2 (25:27,	25:20,	25:20,	10:25,	15:10), Baku 2015
  - Pierwsze zwycięstwa w turnieju: 14 czerwca 2015, Polska (Kadra B) – Francja 3:2 (25:27,	25:20,	25:20,	10:25,	15:10), Baku 2015

## Udział w międzynarodowych turniejach
- Osobny artykuł: Mecze reprezentacji Polski B w piłce siatkowej mężczyzn na Igrzyskach Europejskich.
- Osobny artykuł: Mecze reprezentacji Polski B w piłce siatkowej mężczyzn w Lidze Europejskiej.

## Kadra B w 2015 roku
| Numer                     | Zawodnik             | Data urodzenia | Wzrost [cm] | Klub                        | Pozycja |
| ------------------------- | -------------------- | -------------- | ----------- | --------------------------- | ------- |
|                           | Paweł Woicki         | 19.06.1983     | 183         | Transfer Bydgoszcz          | R       |
|                           | Michał Kędzierski    | 09.08.1994     | 194         | Czarni Radom                | R       |
|                           | Przemysław Stępień   | 07.02.1994     | 185         | Trefl Gdańsk                | R       |
|                           | Grzegorz Pająk       | 01.01.1987     | 196         | Effector Kielce             | R       |
|                           | Nikodem Wolański     | 19.01.1994     | 198         | Transfer Bydgoszcz          | R       |
|                           | Tomasz Kowalski      | 12.06.1991     | 203         | MKS Banimex Będzin          | R       |
|                           | Michał Kaczyński     | 06.02.1993     | 200         | AZS Częstochowa             | A       |
|                           | Bartłomiej Bołądź    | 28.09.1994     | 205         | Czarni Radom                | A       |
|                           | Mateusz Malinowski   | 06.05.1992     | 197         | Jastrzębski Węgiel          | A       |
|                           | Maciej Muzaj         | 21.05.1994     | 207         | Skra Bełchatów              | A       |
|                           | Szymon Romać         | 01.10.1992     | 196         | Cuprum Lubin                | A       |
|                           | Damian Schulz        | 26.02.1992     | 208         | Trefl Gdańsk                | A       |
|                           | Mateusz Bieniek      | 05.04.1994     | 210         | Effector Kielce             | Ś       |
|                           | Dawid Dryja          | 21.07.1992     | 201         | Resovia                     | Ś       |
|                           | Bartłomiej Grzechnik | 08.08.1993     | 200         | Czarni Radom                | Ś       |
|                           | Bartłomiej Lemański  | 19.03.1996     | 215         | AZS Politechnika Warszawska | Ś       |
|                           | Mariusz Marcyniak    | 05.03.1992     | 206         | AZS Częstochowa             | Ś       |
|                           | Jan Nowakowski       | 17.05.1994     | 202         | Transfer Bydgoszcz          | Ś       |
|                           | Artur Ratajczak      | 18.09.1990     | 206         | Trefl Gdańsk                | Ś       |
|                           | Krzysztof Rejno      | 20.02.1993     | 203         | ZAKSA Kędzierzyn-Koźle      | Ś       |
|                           | Bartosz Bednorz      | 25.07.1994     | 201         | AZS Olsztyn                 | P       |
|                           | Wojciech Ferens      | 05.04.1991     | 194         | Łuczniczka Bydgoszcz        | P       |
|                           | Adrian Buchowski     | 30.09.1991     | 197         | Effector Kielce             | P       |
|                           | Michał Filip         | 31.08.1994     | 195         | AZS Politechnika Warszawska | P       |
|                           | Paweł Halaba         | 1995-12-14     | 195         | AZS AGH Kraków              | P       |
|                           | Artur Szalpuk        | 20.03.1995     | 202         | AZS Politechnika Warszawska | P       |
|                           | Aleksander Śliwka    | 24.05.1995     | 196         | AZS Politechnika Warszawska | P       |
|                           | Marcin Waliński      | 24.10.1990     | 196         | Transfer Bydgoszcz          | P       |
|                           | Łukasz Kaczmarek     | 29.06.1994     | 204         | Victoria Wałbrzych          | P       |
|                           | Rafał Szymura        | 29.08.1995     | 196         | AZS Częstochowa             | P       |
|                           | Jakub Wachnik        | 16.02.1993     | 202         | Czarni Radom                | P       |
|                           | Miłosz Hebda         | 11.03.1991     | 208         | MKS Banimex Będzin          | P       |
|                           | Adam Kowalski        | 16.09.1994     | 180         | Czarni Radom                | L       |
|                           | Maciej Olenderek     | 16.10.1992     | 178         | AZS Politechnika Warszawska | L       |
|                           | Damian Wojtaszek     | 07.09.1988     | 180         | Jastrzębski Węgiel          | L       |
|                           | Michał Żurek         | 03.06.1988     | 182         | Resovia                     | L       |
| Trener: Andrzej Kowal     |                      |                |             |                             |         |
| II trener: Robert Prygiel |                      |                |             |                             |         |
| III trener: Mieszko Gogol |                      |                |             |                             |         |

## Trenerzy i selekcjonerzy
- od 2014 – Andrzej Kowal